# Fernando Lázaro Fernández
Fernando Lázaro Fernández (Logroño, 15 de abril de 1966-Madrid, 14 de junio de 2025) fue un periodista y profesor universitario español, referente en el periodismo de investigación, y especializado en seguridad, terrorismo y defensa.

## Biografía
Nació en Logroño (1966). Tras licenciarse en la Facultad de Comunicación de la Universidad de Navarra, comenzó su carrera periodística en el diario logroñés Diario de la Rioja, y en el diario madrileño Diario 16.
Posteriormente, junto con otros periodistas, participó en la fundación del diario El Mundo, donde llegó a ser redactor jefe, y firmó diversas portadas mediáticas: sobre el caso Lasa y Zabala y otros crímenes de los Grupos Antiterroristas de Liberación (GAL); sobre un aviso de una operación policial a algún miembro de Euskadi Ta Askatasuna (ETA) en la investigación del Caso Faisán en 2006, durante el gobierno de José Luis Rodríguez Zapatero; sobre la evasión de capitales de Jordi Pujol y su familia a Andorra; sobre una supuesta cuenta bancaria suiza que El Mundo atribuía al alcalde nacionalista catalán Xavier Trias; la imagen de los ataúdes de fallecidos por el COVID en el Palacio de Hielo y del Automóvil; sobre las llamadas cloacas del estado, además de revelar el Delcygate, encuentro mantenido en el aeropuerto Adolfo Suárez Madrid-Barajas, entre la ministra de Nicolás Maduro, Delcy Rodríguez y el entonces ministro de Transportes José Luis Ábalos—.
Compatibilizó su labor periodística con la docencia, como profesor universitario en el máster del diario El Mundo, y en la Universidad CEU San Pablo, el máster sobre Liderazgo y Valores. En sus clases, fue maestro y mentor para diversas generaciones de periodistas, un profesional de ética inquebrantable y un investigador incansable.
También fue un asiduo colaborador radiofónico en diversos medios, entre los que se encuentran EsRadio, Televisión Española, Telemadrid y Radio Nacional de España.
Falleció en Madrid el 14 de junio de 2025, como consecuencia de un linfoma MALT (de tejido linfoide asociado a mucosa), del que había sido diagnosticado en 1998, y tratado desde el Servicio de Hematología-Hemoterapia del Hospital Universitario Ramón y Cajal (Madrid).En veintisiete años se sometió a cinco tratamientos experimentales, quimioterapia, trasplante de médula y a una apertura de caja torácica para quitarle timoma.

## Premios y distinciones
- Premio de la Fundación Alberto Jiménez-Becerril (2021).[5]
- Premio de Dignidad y Justicia.
- Premio de Voces contra el Terrorismo.
- Premio de la Fundación de la Policía.
- Premio de la Fundación Víctimas del Terrorismo.
- Premio ¡Bravo! (2020) otorgado por la Conferencia Episcopal Española.[11]